# Tournavaux
Tournavaux település Franciaországban, Ardennes megyében. Lakosainak száma 233 fő (2022. január 1.). Tournavaux Bogny-sur-Meuse, Haulmé, Monthermé és Thilay községekkel határos.

## Népesség
A település népessége az elmúlt években az alábbi módon változott:
| Lakosok száma | 133  | 128  | 120  | 158  | 197  | 232  | 241  | 232  | 228  | 233  |
|               | 1968 | 1982 | 1990 | 2006 | 2013 | 2015 | 2017 | 2019 | 2020 | 2022 |